# خاطرات اردشیر زاهدی

روی جلد کتاب خاطرات اردشیر زاهدی

خاطرات اردشیر زاهدی نام کتابی بر اساس خاطرات اردشیر زاهدی فرزند فضل‌الله زاهدی و داماد محمدرضا پهلوی است که جلد اول کتاب توسط نشر کتابسرا در تهران به چاپ رسیده و جلد دوم به دلیل عدم دریافت مجوز به چاپ نرسید.

## کلیات جلد یک
جلد اول کتاب بیانگر خاطرات اردشیر زاهدی از کودکی تا استعفای فضل‌الله زاهدی از سمت نخست‌وزیری بوده و بخش عمده کتاب روایتگر روزهای بحرانی ۲۵ تا ۲۸ مرداد ۱۳۳۲ از چشم‌انداز اردشیر زاهدی می‌باشد. در جلد یکم ما با محیط اجتماعی سیاسی سال‏های (1330-1307) سر و کار داریم و اردشیر زاهدی در انتهای کتاب حدود حدود 24 سال دارد که طی سه چهار، پنج سال آخر در سازمان اصل 4 مقامی موثر بوده است. خواننده از همان بخش یکم خاطرات با دو شخصیت پرسشگر و پرسش‌شونده روبه‌‏روست و تا آخر حس می‏‌کند که با فاصله سوال و جواب‏ می‏‌شود. به‌عقیده ودیعی، همه ‏جا سایه پررنگ پدری متهور و سربازی به حق مانع آن است‏ که طی 76 صفحه‌‏ی اول اردشیر را جز در چارچوب فضای پدرسالاری حس‏ کنیم. ولی حوادث رفته بر پدر، شاهد بی‌‏طرفی هم نیست. طعم اشتغال وطن‏ و تبعید پدر را تنها نمی‌‏چشد، بلکه آن را ضبط می‌‏کند. طبق کتاب، او مجموعاً «بچه‏ درس‏خوانی» نیست (ص 77) معهذا چند بار «شاگرد اول» (ص 77) می‌‏شود، خوب گوش می‌‏دهد و یادداشت برمی‌‏دارد (همان‏جا). پس شرارت‏ها و شیطنت‌‏های کودکانه (ص 76) تبدیل به کنجکاوی و کنجکاوی او در خدمت خصوصیات به ارث برده از پدر (تهور، جاه‌‏طلبی، رهبری و رفاقت) می‌‏شود. در ضمیمه کتاب بخشی از مکاتبات وزارت امور خارجه بریتانیا در خصوص وقایع ایران اشغال شده در خلال جنگ جهانی دوم به چاپ رسیده‌است.

## نقد
کاظم ودیعی در مقاله‌ای نقدی بر این کتاب نوشته است. از جمله آنها: کتاب خاطرات زاهدی فاقد جنبه‌‏های روانشناسی اجتماعی ا‏ست. از جمله مشخصات کتاب خاطرات اردشیر زاهدی، ارجاع دادن به‏ کتب و مصاحبه‌‏هایی‏ست که به همت خود وی نشر شده است. گرچه این منابع همگن و هم‏جنس و به دور از تجزیه‏ و تحلیل‏‌اند، ولیکن اسناد و مدارک و تصاویری مهم در خود دارند. در پایان هر فصل در این کتاب یادداشت‏هایی به نقل از منابع مختلف‏ فارسی و فرنگی آمده که به خوانندگان نسل بعد زاهدی بسیار کمک می‌‏کند. ولی زیبنده‏ کتاب بود اگر نمونه‏‌هایی هم از منابعی مخالف می‌‏آمد. اردشیر زاهدی در خاطرات خود کم‏ترین اعتبار به نوشته‏‌های کیم‏ روزولت و کتاب او به نام Counter Coup نمی‏‌دهد. محیط اردشیر در این کتاب خوب برشمرده نشده است،زیرا تمام همّ و غمّ‏ پرسشگر و پرسش شونده بر این است که برسند به این مطلب کهنه نشدنی‏ که کار کار امریکا بود یا کار خودمانی‏ها بود؟ این‏که اردشیر زاهدی از دوران خدمت خود را در اصل 4 شرحی تفصیلی‏ نمی‏‌دهد، نقصی‏ست. ولی شاید وجود کتاب ویلیام ‌ای. وارن درباره‏ اصل 4 در ایران او را بی‏‌نیاز می‏‌دارد که از تفصیل کتاب وارن جنبه‌‏های کارایی و عمرانی و سیاسی امریکاییان در این دوره در ایران واجد است. این کتاب‏ وسیله‏ ناشر خاطرات اردشیر و احتمالاً با مشورت و تشویق ایشان چاپ و نشر شده است و به هر حال تصادفی نیست، به خصوص که فصلی از کتاب‏ را هم به 28 مرداد اختصاص داده است.